# Овдакало
Овдака́ло (рос. Овдакало) — село в Кіровському районі Ленінградської області, Росія.